# Us (album)
Us – szósty studyjny (dziewiąty w ogóle) album Petera Gabriela. Został zremasterowany w 2002 r. Cztery utwory z „Us” zostały wydane jako single: „Digging in the Dirt”, „Steam”, „Blood of Eden” (wykorzystany w filmie Aż na koniec świata) oraz „Kiss That Frog”.
Na tym albumie Gabriel podejmuje temat bólu i problemów osobistych związanych z nieudanym pierwszym małżeństwem i zwiększającym się dystansem między nim a jego najstarszą córką.
Album był promowany przez trasę „Secret World Live”, nazwaną od ostatniego utworu tej płyty, „Secret World”. Trasa ta zaowocowała albumem koncertowym Secret World Live oraz DVD z jednym z koncertów. Album był także promowany przez pierwszy tego rodzaju interaktywny program multimedialny Xplora1: Peter Gabriel's Secret World, który zawierał kilka teledysków z tej płyty.

## Lista utworów
Wszystkie utwory autorstwa Petera Gabriela.
1. „Come Talk to Me” – 7:06
2. „Love to Be Loved” – 5:18
3. „Blood of Eden” – 6:38
4. „Steam” – 6:03
5. „Only Us” – 6:30
6. „Washing of the Water” – 3:52
7. „Digging in the Dirt” – 5:18
8. „Fourteen Black Paintings” – 4:38
9. „Kiss That Frog” – 5:20
10. „Secret World” – 7:03

## Muzycy
- Peter Gabriel – śpiew, instrumenty klawiszowe
- Tony Levin – gitara basowa
- David Rhodes – gitara
- Manu Katché – perkusja
- The Babacar Faye Drummers – bębny sabar
- Doudou N'Diaye Rose – perkusja
- David Bottrill – programowanie

### Gościnnie
- Daniel Lanois – shaker (utwór 1), gitara (1, 10), śpiew (1, 3), hi-hat (3), róg (4), dobro (8, 10)
- Richard Blair – instrumenty klawiszowe (1), programowanie (2-5, 7, 9)
- Chris Ormston – dudy (1)
- Levon Minassian – duduk (1, 3, 8)
- Sinéad O’Connor – śpiew (1, 3)
- Dmitri Pokrovsky Ensemble – śpiew (1)
- Hossam Ramzy – tabla (2), surdo (7)
- Daryl Johnson – bębny (2)
- William Ørbit – programowanie (2, 5)
- Bill Dillon – gitara (2, 5)
- Wayne Jackson - trąbka (4, 6)
- Mark Rivera- saksofon altowy (4, 6)
- Brian Eno – instrumenty klawiszowe (2)
- Shankar – skrzypce (2, 3, 5, 8)
- Caroline Lavelle – wiolonczela (2, 6, 10), instrumenty smyczkowe (2)
- Will Malone – instrumenty smyczkowe (2, 6)
- Johnny Dollar – instrumenty smyczkowe (2, 6)
- Richard Evans – mix (8), mandolina (8)
- Gus Isidore – gitara (3)
- Richard Chappell – mix (3)
- Leo Nocentelli – gitara (4, 7)
- Tim Green – saksofon tenorowy (4, 6)
- Reggie Houston – saksofon barytonowy (4, 6)
- Renard Poché – puzon (4,6 )
- Wayne Jackson - trąbka (4), kornet (6)
- Kudsi Erguner – flet ney (5), shaker (4)
- Ayub Ogada – śpiew (5, 7)
- Malcolm Burn – róg (6), wiolonczela (10), produkcja (10)
- Mark Howard – róg (6)
- Babacar Faye – djembe (7, 8)
- Assane Thiam – tama (7, 8)
- Peter Hammill – śpiew (7)
- Richard Macphail – śpiew (7)
- John Paul Jones – surdo (8), bass (8), instrumenty klawiszowe (8)
- Adzido Pan African Dance Ensemble – perkusja (9)
- Manny Elias – Senegalese shakers (9)
- Marilyn McFarlane – śpiew (9)